# Cyzenis
Cyzenis – rodzaj muchówek z rodziny rączycowatych (Tachinidae).

## Gatunki
- C. albicans (Fallén, 1810)[4]
- C. browni (Curran, 1933)[3]
- C. incrassata (Smith, 1912)[3]
- C. jucunda (Meigen, 1838)
- C. pullula (Townsend, 1915)[3]
- C. ustulata (Reinhard, 1959)[3]